# Djambul Djabaev
Djambul Djabaev sau Geambul Geabaev (în kazahă Жамбыл Жабаев, n. 16/28 februarie 1846, provincia Almaty, Kazahstan – d. 22 iunie 1945, Almaty, RSS Kazahă, URSS) a fost un akîn kazah.
Cântecele sale lirice, de ritual sau satirice au fost dedicate poporului oprimat, eroilor din cel de-al Doilea Război Mondial și promovau spiritul de dreptate.
Printre titlurile mai cunoscute menționăm: Poemul dragostei și urii, Leningrădenii, copiii mei.
Poezia sa se caracterizează prin muzicalitate, limbaj aforistic, colorat, bogat în metafore și comparații. Multe din poemele sale au fost traduse în română.
A fost laureat al Premiului de stat al URSS (1941).